# Kanton Val de Nouère
Der Kanton Val de Nouère ist ein französischer Wahlkreis im Département Charente und in der Region Nouvelle-Aquitaine. Er umfasst 23 Gemeinden aus den Arrondissements Angoulême und Cognac. Bei der landesweiten Neuordnung der französischen Kantone wurde er 2015 neu geschaffen. Der Name bezieht sich auf die Nouère, einen Zufluss der Charente.

## Gemeinden
Der Kanton besteht aus 23 Gemeinden mit insgesamt 20.723 Einwohnern (Stand: 1. Januar 2022) auf einer Gesamtfläche von 400,88 km²:
| Gemeinde              | Einwohner 1. Januar 2022 | Fläche km² | Dichte Einw./km² | Code INSEE | Postleitzahl | Arrondissement |
| --------------------- | ------------------------ | ---------- | ---------------- | ---------- | ------------ | -------------- |
| Asnières-sur-Nouère   | 1.278                    | 21,17      | 60               | 16019      | 16290        | Angoulême      |
| Champmillon           | 525                      | 9,51       | 55               | 16077      | 16290        | Cognac         |
| Courbillac            | 729                      | 11,83      | 62               | 16109      | 16200        | Cognac         |
| Douzat                | 432                      | 11,48      | 38               | 16121      | 16290        | Cognac         |
| Échallat              | 481                      | 15,14      | 32               | 16123      | 16170        | Cognac         |
| Genac-Bignac          | 973                      | 33,61      | 29               | 16148      | 16170        | Cognac         |
| Hiersac               | 1.150                    | 7,36       | 156              | 16163      | 16290        | Cognac         |
| Linars                | 2.105                    | 5,97       | 353              | 16187      | 16730        | Angoulême      |
| Marcillac-Lanville    | 509                      | 18,41      | 28               | 16207      | 16140        | Cognac         |
| Mareuil               | 393                      | 11,51      | 34               | 16208      | 16170        | Cognac         |
| Marsac                | 766                      | 13,34      | 57               | 16210      | 16570        | Angoulême      |
| Mons                  | 235                      | 20,11      | 12               | 16221      | 16140        | Cognac         |
| Moulidars             | 664                      | 17,17      | 39               | 16234      | 16290        | Cognac         |
| Rouillac              | 2.909                    | 56,61      | 51               | 16286      | 16170        | Cognac         |
| Saint-Amant-de-Nouère | 350                      | 11,15      | 31               | 16298      | 16170        | Cognac         |
| Saint-Cybardeaux      | 796                      | 21,00      | 38               | 16312      | 16170        | Cognac         |
| Saint-Genis-d’Hiersac | 915                      | 19,08      | 48               | 16320      | 16570        | Cognac         |
| Saint-Saturnin        | 1.273                    | 13,38      | 95               | 16348      | 16290        | Angoulême      |
| Sireuil               | 1.166                    | 10,01      | 116              | 16370      | 16440        | Angoulême      |
| Trois-Palis           | 940                      | 4,22       | 223              | 16388      | 16730        | Angoulême      |
| Val-d’Auge            | 795                      | 44,52      | 18               | 16339      | 16170        | Cognac         |
| Vaux-Rouillac         | 295                      | 13,37      | 22               | 16395      | 16170        | Cognac         |
| Vindelle              | 1.044                    | 10,93      | 96               | 16415      | 16430        | Angoulême      |
| Kanton Val de Nouère  | 20.723                   | 400,88     | 52               | 1618       | –            | –              |

## Veränderungen im Gemeindebestand seit der landesweiten Neuordnung der Kantone
2019:
- Fusion Gourville und Rouillac → Rouillac
- Fusion Anville, Auge-Saint-Médard, Bonneville und Montigné → Val-d’Auge

2016:
- Fusion Bignac und Genac → Genac-Bignac
- Fusion Plaizac, Rouillac und Sonneville → Rouillac

## Politik
| Vertreter im Departementrat | Vertreter im Departementrat                 | Vertreter im Departementrat |
| Amtszeit                    | Namen                                       | Partei                      |
| --------------------------- | ------------------------------------------- | --------------------------- |
| 2015–                       | Henriette Marie Beaugendre François Bonneau | UD                          |